# Kåtaholmen
Kåtaholmen is een van de eilanden van de Lule-archipel. Het ligt nog geen tien meter ten noordoosten van Risön en minder dan 50 meter van Björkön, anno 2008. De eilanden groeien door de postglaciale opheffing naar elkaar toe. Het eiland heeft geen oeververbinding. Er staan enige kleine huizen op de kust van het eiland.